# ビセンテ・グアイタ
ビセンテ・グアイタ・パナデーロ（Vicente Guaita Panadero, 1987年1月10日 - ）は、スペイン王国バレンシア州トレント出身のサッカー選手。セルタ・デ・ビーゴ所属。ポジションはゴールキーパー。

## 経歴
2001年にバレンシアCFの下部組織に加入。2008-09シーズンのUEFAカップ・CSマリティモ戦でトップチームデビューした。サンティアゴ・カニサレスの引退により同シーズンより不振のティモ・ヒルデブラントに代わってレナンに次ぐ第2GKを務めていたが、2009年1月18日のアスレティック・ビルバオ戦でレナンが負傷で退いたために途中交代でリーグ戦初出場を果たした。しかし2日後の1月20日にセサル・サンチェスが加入したため、2009-10シーズンはセグンダ・ディビシオン（2部）のレクレアティーボ・ウェルバへレンタル移籍し、リーグ最小失点率を記録して2部最優秀GK賞を受賞した。
レクレアティーボでのプレーがウナイ・エメリ監督に認められ、2010-11シーズンはバレンシアに復帰した。レギュラーのセサル・サンチェスの負傷を受け、2010年12月8日のマンチェスター・ユナイテッドFC戦でUEFAチャンピオンズリーグ初出場を果たした。シーズン後半戦はレギュラーとしてプレーし、チームのチャンピオンズリーグ出場権獲得に貢献。シーズン後には新たに2015年まで契約を延長した。
セサルが退団した2011-12シーズンは新加入のジエゴ・アウヴェスとのポジション争いとなり、手首の故障等でポジションを失う時期もあったが最終的には26試合に出場しレギュラーとしての威厳を保った。
2014年7月31日、ヘタフェCFに買い取りオプション付きでレンタル移籍した。
2018年6月8日、クリスタル・パレスFCと3年契約を締結したことが発表された。ヘタフェとの契約が満了する7月1日に正式に加入する。
2020ｰ21シーズンは、元イングランド代表ジャック・バトランドが加入するも、ポジションを譲ることなくシーズン通してレギュラーで出場した。
しかし、2022-23シーズンはサム・ジョンストンの加入もあって終盤はポジションを失った。
2023年9月1日、セルタ・デ・ビーゴに2年契約で移籍した。

## 所属クラブ
- バレンシアCF・メスタージャ 2005-2008
- バレンシアCF 2008-2014

→ レクレアティーボ・ウェルバ 2009-2010 (loan)
- ヘタフェCF 2014-2018
- クリスタル・パレスFC 2018-2023
- セルタ・デ・ビーゴ 2023-

## タイトル

### 個人
- セグンダ・ディビシオン サモラ賞 : 1回 (2009-10)